# Gubernator Prus
Gubernator Prus, namiestnik Prus, wielkorządca Prus – epizodyczny urząd istniejący w latach 1454-1467, utworzony w związku z inkorporacją państwa zakonu krzyżackiego do Królestwa Polskiego.
W akcie inkorporacyjnym z 6 marca 1454 r. król Kazimierz Jagiellończyk przewidział ustanowienie swojego namiestnika dla przyłączonych do Korony ziem: Także ponieważ musimy często dojeżdżać dla dobrego prowadzenia spraw w różne i odległe od ziem wspomnianych (Prus) miejsca państw naszych, aby więc z powodu naszej nieobecności ziemie te nie uległy jakimkolwiek niebezpieczeństwom lub zagrożeniu, mianujemy szlachetnych i uzdatnionych mężów dla ich obrony i zarządu. W oryginalnym łacińskim tekście fragment obrony i zarządu brzmi tuicione et gubernacione, stąd najczęściej używana była nazwa gubernator, z treści dokumentu wynika jednak, że urząd ten był najbardziej zbliżony znaczeniem do namiestnika, zastępującego króla podczas nieobecności władcy w prowincji, a nazwany na wzór czeski czy węgierski gubernatorem. W dokumentach w języku niemieckim osoba ta występuje później jako Haupt des Landes. Namiestnik miał być mianowany według upodobania naszej woli, a za radą radców wymienionych ziem.
Urząd ten był wynikiem negocjacji prowadzonych z poselstwem pruskim dotyczących warunków, na jakich miało nastąpić przejęcie władzy przez Polskę na obszarze państwa zakonnego. Prusacy przy okazji zmiany władcy zmierzali do uzyskania dodatkowych przywilejów i zachowania odrębności swojej prowincji. Według Karola Górskiego odgrywały również rolę osobiste ambicje Jana Bażyńskiego, przywódcy Związku Pruskiego, stojącego na czele wielkiego poselstwa wnoszącego o przyłączenie państwa zakonnego do Polski, który: zażądał najwyższej godności, gubernatora. Chciał być regentem. Jego to właśnie 9 marca król mianował gubernatorem.
Pomimo rozbieżności co do koncepcji organizacji Prus i ich miejsca w Koronie, co do których spór musiał być zresztą odłożony przez trwającą wojnę z zakonem i brak kontroli nad całym włączonym terytorium, współpraca Bażyńskiego z królem przebiegała pomyślnie. Kazimierz IV działał przez swojego namiestnika, a ten sprawował w jego imieniu władztwo wojskowe, kierując toczącą się wojną i cywilne (potwierdzał np. nawet nadania królewskie). Bażyński rezydował głównie w Elblągu, a po wykupieniu w 1457 r. Malborka przeniósł się do niego.
Sytuację i znaczenie urzędu zmieniła śmierć Jana Bażyńskiego w 1459 r. Król mianował gubernatorem, zgodnie z intencją stanów pruskich, Ścibora Bażyńskiego, najmniej uzdolnionego z pozostałych braci, ale będącego najbliżej Jana. Stosunki nowego namiestnika z królem nie układały się dobrze. Ścibor nie miał zdolności brata i czuł się przede wszystkim reprezentantem stanów pruskich. Król pomijał swojego namiestnika w zarządzaniu sprawami prowincji, na co ten drażliwie reagował.
Zaraz po wojnie Kazimierz IV zlikwidował urząd (1467), uznając, że funkcja ta nie jest już potrzebna, a zatwierdzone traktatem nabytki należy zorganizować według schematu, jaki obowiązywał w reszcie kraju. Stanowisko to kłóciło się z rozumieniem związku prowincji z Koroną przez stany pruskie, które uważały, że Prusy połączone są z Polską unią personalną. Na tym stanowisku stał też Bażyński, stając się przywódcą opozycji pruskiej. Ani on, ani wspierające go stany (Rada Pruska i ogólne zgromadzenie stanów) nie chciały uznać likwidacji urzędu. Spór doprowadził do utworzenia w 1472 r. urzędu starosty generalnego Prus, którym mianowany został Bażyński. Urząd zanikł wraz z jego śmiercią (1480).